# Erkki-Sven Tüür
Erkki-Sven Tüür (* 16. října 1959, Kärdla, Estonsko) je současný estonský hudební skladatel.

## Život
Erkki-Sven Tüür se narodil 16. října 1959 v Kärdle na estonském ostrově Hiiumaa jako syn metodistického faráře a bankovní úřednice. Hudbě se věnoval od dětství (jako devítiletý začal sám improvizovat na klavír), ale soustavnější institucionální vzdělání získal až v Tallinnské hudební škole v letech 1976–1980 v oborech bicí a flétna.
Kompozici studoval u tří významných soudobých estonských skladatelů — od roku 1979 do roku 1980 u Antiho Margusta, v letech 1980 až 1984 u Jaana Räätse na Tallinnské konzervatoři, a náslející rok ještě soukromě u Lepa Sumery.
V souvislosti s celkovým uvolňováním politického ovzduší v Sovětském svazu na sklonku 80. let 20. století začínají Tüürova díla již záhy být známa i za hranicemi Estonska. Zájem o jeho hudbu se objevuje nejdříve ve Finsku — na objednávku Helsinské filharmonie složil roku 1989 skladbu Insula deserta a o rok později i Hommage a Sibelius a Searching for Roots. Dnes spolupracuje s řadou dalších hudebních těles, např. The Hilliard Ensemble, Theater Dortmund, Philharmonia Orchestra, The Cincinnati Symphony Orchestra aj.
V letech 1989 až 1992 vyučoval kompozici na Estonské hudební akademii v Tallinnu. Dráhu pedagoga ukončil z důvodu nedostatku času pro vlastní komponování. Nadále se však živě angažuje v estonském hudebním životě. Je hlavním dramaturgem festivalu Nyyd, který se koná formou bienále od roku 1991 a představuje nejnovější estonskou hudbu.
V současnosti pobývá střídavě v Tallinnu a na ostrově Hiiumaa. Kromě organizační práce v souvislosti s festivalem Nyyd se věnuje výhradně kompozici.

## Dílo
Počátky jeho tvorby byly rockové. V roce 1976 založil artrockovou skupinu In Spe, která hrála v obsazení zpěv, flétna, zobcové flétny, elektrická kytara, bicí, syntezátor, e-piano, violoncello. Skupinu ale v roce 1981 rozpustil.
V následujících letech se přeorientoval na skladbu symfonické hudby. Jeho kompoziční jazyk se vyznačuje kombinováním různých skladebných stylů v rámci jedné skladby.
Ze spolupráce se souborem Hortus Musicus zůstala Tüürovi záliba v renesančním kontrapunktu. Jeho skladby se vyznačují i promyšleností a propracovaností, a to jak v celkovém rozvrhu, tak v drobné práci s motivy. Přibližně od roku 2003 rozvíjí svůj vlastní způsob vytváření melodií, které nazývá „vektorová kompozice“ – nota určité výšky a délky má svůj přibližný směr. Nápadným prvkem jeho hudebního jazyka je práce s řádem a chaosem, které někdy staví do kontrastu, jindy mezi nimi plynule přechází.
Tüürova tvorba byla oceněna několika domácími výročními cenami za nové skladby.